# رحیم کژیاگ
رحیم کژیاگ روستایی در ۵۰ کیلومتری شهرستان دیواندره از بخش اوباتو و همسایه روستاهای همجواری چون کرفتو، علی آباد، کرد کند، اصحاب، کانی سرخ، قلعه کهنه حبیبی و گور بابا علی می‌باشد.
جمعیت روستا حدود ۸۰ نفر می‌باشد که همگی به کشاورزی و دامداری مشغول فعالیت می‌باشند.
مساحت تقریبی مراتع این روستا در حدود ۳۸۰۰۰ هکتار و اراضی دیم حدود ۸۰۰ هکتار می‌باشد اراضی آبی نیز در حدود ۱۰۰ هکتار، نهالستان بید و چنار و قلمستانهای به سنتی در حدود ۵۰۰۰۰ قلم می‌باشد.